# Hypasclera dorsalis
Hypasclera dorsalis är en skalbaggsart som först beskrevs av Melsheimer 1846.  Hypasclera dorsalis ingår i släktet Hypasclera och familjen blombaggar. Inga underarter finns listade i Catalogue of Life.